# A Prince There Was (film 1921)
A Prince There Was è un film muto del 1921 diretto da Tom Forman.

## Trama
Il padre di Katherine Woods è stato rovinato finanziariamente da J. J. Stratton, un broker che lavora per il ricchissimo e sfaccendato Charles Edward Martin. Quest'ultimo incontra Katherine e si innamora di lei che sta cercando di emergere come scrittrice. Senza dirle niente della sua identità, Martin finge di essere il redattore di una rivista ma poi compera il giornale per poterle far pubblicare i suoi racconti. Katherine è felice fino a quando Stratton non le rivela la vera identità di Martin che lui accusa essere il responsabile della rovina del vecchio Woods. Alla fine, però, le cose saranno chiarite e i due innamorati finalmente riuniti.

## Produzione
Il film fu prodotto dalla Famous Players-Lasky Corporation.

## Distribuzione
Distribuito dalla Famous Players-Lasky Corporation, il film - presentato da Adolph Zukor - uscì nelle sale cinematografiche USA il 15 gennaio 1922 dopo essere stato presentato in prima a New York il 13 novembre 1921.
Non si conoscono copie ancora esistenti della pellicola che viene considerata presumibilmente perduta.